# Honda серія P
P-серія — це серія людиноподібних роботів, створених компанією «Хонда». Є розвитком серії E і проміжним етапом у створенні робота ASIMO та проекту Humanoid Robotics Project.

## Моделі
|                                            | P1 (1993)                                      | P2 (1996)                                      | P3 (1997)                                      | P4 (2000) |
| Вага, кг                                   | 175                                            | 210                                            | 130                                            | 80        |
| Висота, см                                 | 191,5                                          | 182,0                                          | 160,0                                          | 160,0     |
| Ширина, см                                 |                                                | 60,0                                           | 60,0                                           |           |
| Товщина, см                                |                                                | 75,8                                           | 55,5                                           |           |
| Швидкість ходьби, км/год                   |                                                | 2                                              | 2                                              | 2         |
| Макс. робоче навантаження на одну руку, кг |                                                | 5                                              | 2                                              |           |
| Акумулятор                                 | 135 В — 6 А × год — Нікель-цинковий акумулятор | 135 В — 6 А × год — Нікель-цинковий акумулятор | 135 В — 6 А × год — Нікель-цинковий акумулятор |           |
| Час роботи, хвилин                         |                                                | 15                                             | 25                                             |           |
| Число ступенів свободи                     | 30                                             | 30                                             | 28                                             | 34        |
| Зображення                                 |                                                |                                                |                                                |           |